# Digimon Story: Cyber Sleuth
Digimon Story: Cyber Sleuth (デジモンストーリー サイバースルゥース Dejimon Sutōrī: Saibā Surwūsu?) es un videojuego RPG de entrenamiento cyberpunk desarrollado por Media.Vision y publicado por Bandai Namco Games para PlayStation Vita y PlayStation 4.
El videojuego fue lanzado en Japón el 12 de marzo de 2015, el 2 de febrero del 2016 en América, el 5 de febrero del 2016 en Europa (excepto España), y en España el 31 de marzo del 2016 solo en formato físico. En el 2019 se confirmó el lanzamiento de una edición completa en donde está incluida su secuela, para las plataformas de PC y Nintendo Switch.

## Argumento
Los jugadores asumen el papel de Takumi Aiba (hombre) o Ami Aiba (mujer), un joven estudiante japonés que vive en Tokio mientras su madre, una reportera, trabaja en el extranjero. Tras recibir un mensaje de un hacker, Aiba investiga la red cibernética de interacción física EDEN, donde conocen a Nokia Shiramine y Arata Sanada. El hacker les da los programas "Digimon Capture" y los encierra en EDEN. Mientras buscan una salida, Aiba se encuentra con Yuugo, líder del equipo de hackers "Zaxon"; Yuugo le enseña a Aiba cómo utilizar su Digimon Capture y les dice que Arata es un hábil hacker. Aiba se encuentra con Nokia y Arata, que desbloquea una salida, pero los tres son entonces atacados por una misteriosa criatura que agarra a Aiba y corrompe su proceso de cierre de sesión.
Aiba emerge en el mundo real como un ente semidigitalizado y es rescatado por la detective Kyoko Kuremi, jefa de la Agencia de Detectives Kuremi, especializada en ciberdelitos. Aiba manifiesta una habilidad, el Salto de Conexión, que le permite viajar dentro y a través de las redes. Al reconocer su utilidad, Kyoko ayuda a Aiba a estabilizar su cuerpo digital y la recluta como su asistente. Investigan una sala de hospital supervisada por Kamishiro Enterprises, propietaria y gestora de EDEN, y la encuentran llena de pacientes de un fenómeno llamado "Síndrome EDEN", en el que los usuarios conectados a EDEN caen en un coma aparentemente permanente. Aiba descubre su propio cuerpo físico en la sala, antes de enfrentarse a una misteriosa chica. La chica admite conocer a una de las otras víctimas, y ayuda a Aiba a evitar a Rie Kishibe, la actual presidenta de Kamishiro.
La misteriosa chica se acerca a Kyoko y Aiba y se revela como Yuuko Kamishiro, la hija del antiguo presidente de Industrias Kamishiro, y les pide que investiguen el supuesto suicidio de su padre. Con la ayuda de Goro Mayatoshi, detective del Departamento de Policía de Tokio y viejo amigo del padre de Kyoko, ésta y Aiba reúnen pruebas sobre las actividades ilegales de Kamishiro. Los planes de Kyoko se ven frustrados cuando Kishibe da una repentina rueda de prensa, admitiendo la actividad y despidiendo a varios empleados no esenciales como chivos expiatorios, lo que hace que los superiores de Mayatoshi cancelen las acusaciones. Aiba, Arata, Yuuko y Kyoko aprovechan un evento de preestreno de EDEN para hackear los servidores de Kamishiro, descubriendo un documento de nombre "Plan Paradise Lost", y que el hermano mayor de Yuuko es víctima del Síndrome EDEN, víctima de una prueba beta fallida hace ocho años aparentemente encubierta por Kamishiro.
Nokia, con la ayuda de Aiba, se reúne con un Agumon y un Gabumon que conoció y con los que se relacionó en Kowloon; aprende de ellos que los Digimon no son programas de hackers, sino criaturas vivas de un "Mundo Digital", y que el Agumon y el Gabumon vinieron a EDEN con un propósito que no pueden recordar. Nokia jura ayudarles a recuperar sus recuerdos, pero se ve obstaculizada por su falta de experiencia en la lucha; tras ser derrotada contundentemente por Fei, el lugarteniente de Yuugo, decide hacerse más fuerte y forma su propio grupo, los Rebeldes, para mejorar las relaciones entre humanos y Digimon. Esto permite a Agumon y Gabumon digievolucionar en WarGreymon y MetalGarurumon, y le hace ganar muchos seguidores, pero a Yuugo le preocupa que pueda interferir en su objetivo de proteger EDEN.
Mientras tanto, Aiba ayuda a Arata a investigar el fenómeno del "Cambio Digital" que se produce en Tokio. Conocen a Akemi Suedou, que identifica a la criatura que está detrás de los Cambios Digitales como un Eater; una masa de datos corrupta que consume los datos mentales de los usuarios, haciéndola responsable del Síndrome EDEN y del estado medio digital de Aiba. Los Eaters tienen vínculos con un "niño blanco fantasma" que sigue apareciendo a su alrededor, y al "comer" datos puede evolucionar en diferentes formas. Arata, desanimado tras ser testigo de cómo muchos amigos se convierten en víctimas del Síndrome EDEN, decide ayudar a Aiba al conocer la verdad sobre su condición.
Mientras Aiba continúa sus investigaciones, Jimiken "Jimmy KEN", un ídolo del rock japonés y hacker descontento de Zaxon, se separa de Zaxon y forma un grupo llamado los "Demonios". Jimiken secuestra las señales de televisión de Tokio y emite un vídeo musical con mensajes subliminales para hipnotizar a los usuarios para que se conecten a EDEN y entren en la fortaleza de los Demonios. Aiba derrota a Jimiken, quien revela que el equipo de secuestro de señales le fue entregado por Rie Kishibe a cambio de su lealtad, pero su cuenta es destruida por Fei antes de que pueda ser interrogado.
Yuugo moviliza a los hackers de todo EDEN para intentar un ataque a gran escala contra los servidores de alta seguridad de Kamishiro Enterprise con el nombre en clave de "Valhalla". Arata interviene, revelando que es el antiguo líder de un grupo de hackers que fracasó en el intento de hackear el servidor Valhalla en el pasado, e inicia una batalla entre los hackers Zaxon de Yuugo, su propio grupo de hackers veteranos, y los Rebeldes de Nokia, apoyados por Aiba. La batalla se interrumpe cuando Rie desata a los Eaters en el servidor, revelando que todo el evento era una trampa para que Yuugo acumulara presas para los Eaters, y cierra la sesión a la fuerza de Yuugo, que en realidad es Yuuko usando un falso avatar EDEN modelado y llamado como su hermano mayor. Rie informa a Yuuko de que estaba utilizando el avatar para manipular sus acciones, y comienza a extraer los recuerdos de Yuuko.
La determinación de Nokia durante la batalla hace que WarGreymon y MetalGarurumon digievolucionen por ADN en Omnimon, que rescata a los supervivientes y recuerda que su verdadero propósito al venir a EDEN era salvar al Mundo Digital de los Eaters, que fueron creados a partir de emociones humanas negativas que tomaron forma en EDEN; El gobernante del Mundo Digital, el Rey Drasil, determinó que los humanos eran la causa, y ordenó a los Caballeros Reales que investigaran y pusieran fin a los ataques, pero los Caballeros Reales se dividieron, con algunos Caballeros abogando por destruir a la humanidad para acabar con los Eaters de raíz, y otros favoreciendo una solución pacífica. Deduciendo que Rie está aliada con los Caballeros que abogan por la destrucción de la humanidad, Aiba y sus amigos la persiguen. Cuando se enfrentan a Rie, ésta les revela su verdadera identidad como Caballero Real Crusadermon y les desvela que el "Plan Paradise Lost" tiene como objetivo reunir energía a través de la red digital de Tokio con la que abrir la puerta entre el mundo físico y el digital como preludio a una invasión a gran escala. Arata cierra la puerta dimensional provocando un apagón en toda la ciudad y se encuentra con Suedou, que revela que fue el hacker que desarrolló y distribuyó el programa de captura de Digimon. El grupo intenta salvar a Yuuko, que ha sido absorbida y mantenida cautiva por un Eater "Eve". Aiba rescata a Yuuko pero es arrastrado a un vacío digital, donde se encuentran con el verdadero Yuugo. Yuugo les desea lo mejor a Aiba y a sus amigos, pero les pide que no lo busquen, antes de que un misterioso Digimon rescate a Aiba del vacío digital.
Aiba regresa al mundo real para descubrir que ha pasado una semana y que Tokio está asediada por un Cambio Digital masivo como resultado de las acciones de Crusadermon, lo que permite que los Digimon corran desbocados por el mundo real, y descubre que su cuerpo medio digital está empezando a desestabilizarse a medida que sus datos mentales se dispersan. El grupo comienza a buscar a los otros Caballeros Reales con la esperanza de convencerlos de que se unan a su bando en lugar de intentar destruir a la humanidad. En el proceso, Aiba y Yuuko se encuentran con un antiguo colega de Suedou, que les da detalles sobre la prueba de EDEN Beta de hace ocho años; Kamishiro envió a cinco niños, uno de los cuales era Yuugo, a la Beta como demostración para los inversores, pero algo salió mal y la prueba se abortó. Cuatro de los niños salieron con éxito, pero quedaron muy traumatizados, y Yuugo nunca recuperó la conciencia, convirtiéndose en la primera víctima del Síndrome EDEN. Para ocultar el desastre, Suedou hizo que se borraran los recuerdos de los cuatro niños restantes.
Poco después, Aiba y Arata se encuentran con Suedou dentro de otro Cambio Digital; Arata es atacado y consumido por un Eater, pero Suedou lo rescata y hace surgir un recuerdo específico en su mente. Arata, ahora repentinamente obsesionado con hacerse más fuerte, se va con Suedou y corta todo contacto. Aiba y sus amigos consiguen reclutar a la mayoría de los Caballeros Reales para su causa, y Aiba rastrea y se enfrenta a Crusadermon, aparentemente derrotándolos, pero, al intentar volver con Kyoko, cae en un Cambio Digital que contiene lo que parece ser una recreación de la prueba Beta de EDEN de hace ocho años. Crusadermon, aún vivo, revela que la recreación es una trampa para capturar a Aiba y les cuenta la verdad del incidente de la prueba beta: Los otros cuatro niños que entraron en la beta con Yuugo no eran otros que Arata, Nokia, Yuuko y el propio Aiba. Cuando los niños entraron por primera vez en la beta, encontraron un portal que llevaba de EDEN al Mundo Digital. Sin embargo, tras abrirlo, un devorador les siguió y consumió a Yuugo; los demás niños, asustados, huyeron del Mundo Digital de vuelta a Edén, dejando el portal abierto, lo que permitió que más devoradores entraran en el Mundo Digital. Abrumado por la desesperación ante la revelación y sufriendo ya el deterioro, Aiba permite que sus datos sean absorbidos por la simulación. 
Mientras tanto, Nokia y Yuuko, preocupados por Aiba tras no haber regresado, descubren la entrada a la recreación de la Prueba Beta mientras los buscan. Tras conocer los acontecimientos del incidente de la Prueba Beta, localizan lo que queda de Aiba, pero son emboscados por Crusadermon. Para salvarlos, Kyoko entra en el Cambio Digital y revela su verdadera forma como "Alphamon", el 13º Caballero Real, y les ayuda a derrotar a Crusadermon y a restaurar a Aiba. Alphamon explica entonces que las "verdaderas" Kyoko y Rie eran humanas que fueron atacadas por los Eaters e infligidas con el Síndrome de EDEN, y que Alphamon y Crusadermon poseían sus cuerpos comatosos para esconderse en el mundo humano, pero sin saberlo. Sin embargo, a pesar de la derrota de Crusadermon, Alphamon informa a Aiba de que Leopardmon, el líder de Crusadermon, está reuniendo poder para evolucionar a una forma aún más peligrosa, con la intención de destruir a la propia humanidad, y que hay que detenerlos antes de que la evolución sea completa.
Aiba y Alphamon se dirigen a la Oficina Metropolitana de Tokio para detener a Leopardmon, pero se enfrentan a Arata, que revela que Suedou había despertado su recuerdo del incidente de la prueba beta y su desesperación por no poder salvar a Yuugo. Arata se transforma por completo en un Eater "Adam" e intenta asimilar a Aiba, pero este último derrota al Eater y salva a Arata como hizo con Yuuko. Tras detener a Leopardmon, Suedou aparece y le dice al grupo que pueden detener a los Eaters viajando al Mundo Digital y extrayendo a Yuugo del núcleo de la "Madre Eater", lo que hará que los Eaters, y sus efectos en ambos mundos, nunca hayan existido. El grupo llega y se encuentra con que el "Mother Eater" se ha apoderado por completo del Rey Drasil; tras derrotarlo, Aiba rescata a Yuugo, pero éste le revela que había estado actuando como limitador de las acciones del Eater, y que sin él como conciencia central no tiene freno para comerlo todo indiscriminadamente.
Suedou aprovecha la oportunidad para fusionarse con la propia Madre Eater y se convierte en su nueva conciencia, con la esperanza de fusionar los mundos digital y físico como uno solo y recrear un mundo sin tristeza ni miseria. Tras derrotar al Mother Eater fusionado, Aiba, a pesar de sufrir un gran deterioro de sus datos y arriesgarse a que su cuerpo medio cibernético se derrumbe por completo, se conecta al Mother Eater en un intento de rescatar a Suedou. Suedou, asombrado de que Aiba arriesgue su propia existencia para salvarle, determina que es mejor dejar que el universo se desarrolle y evolucione a su manera en lugar de dejarse influir por él, y restaura al Rey Drasil, borrándose simultáneamente de la historia.
Mientras Aiba regresa con sus amigos y observa la reforma del Mundo Digital, Alphamon les informa de que deben volver al mundo humano, ya que el Rey Drasil revertirá ambos mundos a un estado en el que nunca se produjo el contacto con los Digimon de hace ocho años. Alphamon y los demás Digimon se despiden bajo la promesa de volver a reunirse, y Aiba acompaña a sus amigos de vuelta al mundo humano, pero en el camino de regreso, el deteriorado cuerpo medio cibernético de Aiba se disuelve ante los ojos de sus amigos, dejando sólo su Digivice.
En el mundo real, sólo Nokia, Arata, Yuugo y Yuuko recuerdan los sucesos ocurridos mientras Aiba sigue en coma; el padre de Yuuko vuelve a estar vivo, Rie es una mujer humana normal y corriente, Suedou nunca nació y Kyoko, a pesar de que hay pruebas de su existencia, no puede ser encontrada por los cuatro amigos restantes, que siguen esperando ansiosamente que Aiba despierte. Finalmente, los datos de la chatarra de Aiba son encontrados por Alphamon, quien hace que el equipo de Digimon de Aiba reúna los datos de sus recuerdos para recrear la mente de Aiba y restaurarlos en su cuerpo. Después de ser restaurados, Aiba se encuentra con Kyoko, que no tiene ningún recuerdo de ellos pero, sintiendo una familiaridad, le invita a trabajar como su asistente.

## Personajes

### Humanos
- Takumi Aiba
- Ami Aiba
- Nokia Shiramine
- Arata Sanada
- Chico misterioso (Mysterious Boy)
- Yuuko Kamishiro
- Kyoko Kuremi
- Rie Kishibe
- Goro Matayoshi
- Jimmy KEN
- Fei
- Oruru
- Reiko Towa
- Mirei Mikagura
- Rina Shinomiya

### Digimon
- Alphamon
- Omegamon (Agumon y Gabumon)
- Dukemon
- Craniummon
- Magnamon
- Dynasmon
- LordKnightmon
- UlforceVeedramon (V-mon)
- Sleipmon
- Duftmon
- Examon
- Gankoomon
- Jesmon
- Mastemon (Angewomon y LadyDevimon)

## Desarrollo y difusión
El 9 de diciembre de 2013 BANDAI NAMCO anuncia un nuevo juego de Digimon, cuyos detalles serían dados a conocer el 21 de diciembre.

El 17 de diciembre de 2013 se filtra información del juego, se dice que el juego tendrá por nombre: Digimon Story: Cyber Truth.

El 19 de diciembre de 2013 se revelan scans de la revista V Jump, a la venta el 21 de diciembre, con imágenes y el nombre real del juego.

El 21 de diciembre de 2013 BANDAI NAMCO Games abre el sitio oficial del juego.

La revista V Jump en su edición de febrero de 2014 anuncia un nuevo videojuego de Digimon para PlayStation Vita, llamado: Digimon Story: Cyber Sleuth.

Durante la Jump Festa se revela el primer PV del videojuego.

El 27 de diciembre de 2013 el sitio oficial publica una Captura de pantalla del juego.

El 21 de enero de 2014 la revista V Jump en su edición de marzo de 2014 muestra dos pequeñas imágenes y una breve sinopsis.

El 21 de febrero de 2014 la revista V Jump en su edición de abril de 2014 revela los primeros detalles de la historia del juego, El protagonista es un Detective cibernético (Cyber Sleuth) y podrá viajar libremente entre el Mundo real y el Ciberespacio EDEN usando el Connect Jump. Suzuhito Yasuda está a cargo del diseño de personajes.

El 13 de marzo de 2014 se revela que el Desarrollador del videojuego es Media.Vision.

Además se revela el equipo de producción; Productor: Kazumasa Habu, Diseño de personajes: Suzuhito Yasuda.

El 31 de marzo de 2014 se revelan más detalles del videojuego, el cual está dirigido a los fanes más adultos.

El 21 de mayo de 2014 la revista V Jump en su edición de julio de 2014 revela nuevos detalles. Habrá una protagonista femenina como opción al protagonista masculino, pudiendo escoger a uno de los dos al jugar. Además se revelan dos nuevos personajes: Nokia Shiramine y Arata Sanada.

El 19 de junio de 2014 el sitio oficial se renueva y agrega las secciones Introduction (Introducción), Story (Historia), Character (Personajes) y Movie (Vídeos). Se agrega un nuevo PV y se agrega el perfil de los protagonistas.

La revista V Jump en su edición de agosto de 2014 a la venta el 21 de junio, también revela más información, los nuevos personajes revelados son: Los Eater y el Chico misterioso (Mysterious Boy).

El 26 de junio de 2014 el sitio oficial agrega dos nuevas Screenshot (Capturas de pantalla) y actualiza la sección Character (se agrega el perfil de Agumon & Gabumon).

Además, se dan más detalles sobre la protagonista femenina, la Capa inferior del Ciberespacio y el Digimon Capture.

El 3 de julio de 2014 el sitio oficial actualiza la sección Character (se agrega el perfil de Nokia Shiramine), Screenshot y agrega la sección System (Sistema de juego) (冒険 - Aventura).

El 10 de julio de 2014 el sitio oficial actualiza Character (Arata Sanada) y Screenshot.

El 17 de julio de 2014 el sitio oficial actualiza System (育成 - Entrenamiento) y Screenshot.

El 21 de julio de 2014 la revista V Jump en su edición de septiembre de 2014 revela un nuevo personaje: Yuuko Kamishiro. Ella tiene dos Digimon: Tailmon y BlackTailmon. El/la protagonista la conoce mientras investiga el misterioso Virus EDEN.

El 24 de julio de 2014 el sitio oficial agrega la sección Special (Especial).

El 31 de julio de 2014 el sitio oficial actualiza Character (Chico Misterioso).

El 1 de agosto de 2014 se libera un nuevo PV durante el Evento del 15.º Aniversario de Digimon Adventure.

El 4 de agosto de 2014 el sitio oficial actualiza Movie.

El 7 de agosto de 2014 el sitio oficial actualiza Character (Eater (forma original)).

El 11 de agosto de 2014 el sitio oficial actualiza System.

El 21 de agosto de 2014 el sitio oficial actualiza Story.

El 28 de agosto de 2014 el sitio oficial actualiza Screenshot.

Además, se revela más información sobre El síndrome EDEN.

El 4 de septiembre de 2014 el sitio oficial agrega dos Keyword (Palabra clave) (電脳空間EDEN - Ciberespacio EDEN y EDEN症候群 - Síndrome EDEN).

El 11 de septiembre de 2014 el sitio oficial actualiza Character (Yuuko Kamishiro).

El 18 de septiembre de 2014 el sitio oficial actualiza System.

El 21 de septiembre de 2014 la revista V Jump revela que el videojuego saldrá a la venta en la primavera de 2015. También revela un nuevo personaje: Kyoko Kuremi, una detective.

El 25 de septiembre de 2014 el sitio oficial actualiza Screenshot.

El 30 de septiembre de 2014 se revela que algunos eventos que ocurren en el videojuego serán mostrados como películas CG producidas por Kamikaze Douga.

El 2 de octubre de 2014 el sitio oficial actualiza Screenshot.

El 9 de octubre de 2014 el sitio oficial actualiza Character (se agrega el perfil de Terriermon, Palmon & Hagurumon).

El 16 de octubre de 2014 el sitio oficial actualiza Introduction y Story.

El 21 de octubre de 2014 la revista V Jump en su edición de diciembre de 2014 revela más detalles del videojuego. Aparece un nuevo personaje: Rie Kishibe, LordKnightmon también hará aparición. El videojuego tendrá más de 230 Digimon.

El 23 de octubre de 2014 el sitio oficial agrega una Keyword (下層エリアクーロン / 下層空間クーロン - Área inferior Coulomb / Espacio inferior Coulomb).

Además se revelan más datos sobre Kyoko Kuremi.

El 30 de octubre de 2014 el sitio oficial actualiza Character (Kyoko Kuremi).

El 6 de noviembre de 2014 el sitio oficial actualiza Character (se agrega el perfil de Tentomon, Tokomon & Lopmon).

El 13 de noviembre de 2014 el sitio oficial actualiza System.

El 21 de noviembre de 2014 la revista V Jump en su edición de enero de 2015 da más información. Aparecen nuevos personaje: Goro Matayoshi, Fei y Jimmy KEN. Se confirma la aparición de Omegamon, un Digimon relacionado con Nokia Shiramine. Regresa la Digigranja y el Digilaboratorio.

El sitio oficial actualiza Screenshot.

El 28 de noviembre de 2014 el sitio oficial actualiza Character (Rie Kishibe).

Se dan más detalles sobre Rie Kishibe, LordKnightmon y el proceso de Evolución en el juego.

El 4 de diciembre de 2014 el sitio oficial actualiza System.

El 9 de diciembre de 2014 el sitio oficial actualiza Special.

El 11 de diciembre de 2014 el sitio oficial actualiza Character (LordKnightmon).

El 18 de diciembre de 2014 el sitio oficial actualiza Screenshot.

El 21 de diciembre de 2014 la revista V Jump en su edición de febrero de 2015 revela bastante información sobre el juego. El juego sale a la venta el 12 de marzo de 2015. Se confirma la aparición de los 13 Caballeros Reales (Royal Knights) en el videojuego. Las primeras copias del videojuego incluirán a Agumon (Black) y a Gabumon (Black) que podrán formar a Omegamon Zwart. Se confirma el Modo Coliseo y los seiyus de los personajes.

En la Jump Festa se revela un nuevo PV de larga duración. Comienza a circular el TVCM del videojuego.

El 24 de diciembre de 2014 inicia la preventa del videojuego y se revela la portada.

El 25 de diciembre de 2014 se revela más información sobre Nokia Shiramine y su Agumon y Gabumon quienes evolucionarán hasta Omegamon, se dan detalles acerca de Goro Matayoshi, y se dan más detalles sobre los Hackers, el Digilaboratorio y la Digigranja.

El sitio oficial actualiza la Special y agrega el nombre de los Seiyus en Character.

El 26 de diciembre de 2014 el sitio oficial actualiza Special: actualizan la campaña de preventa (Agumon (Black) y Gabumon (Black)).

El 9 de enero de 2015 el sitio oficial actualiza Screenshot y Character. Se revela el nombre de los protagonistas, el protagonista masculino es: Takumi Aiba. Y la protagonista femenina es: Ami Aiba.

El 21 de enero de 2015 la revista V Jump en su edición de marzo de 2015 revela que Digimon Story: Cyber Sleuth tendrá un manga one-shot ilustrado por Ikumi Fukuda. El manga sería estrenado en la edición de abril de 2015 de la revista V Jump a la venta el 21 de febrero.

También se revela un nuevo personaje: Reiko Towa. Y la participación de dos personajes de Digimon World Re:Digitize Decode: Rina Shinomiya con su V-mon y Mirei Mikagura con su Angewomon y LadyDevimon las cuales tendrán una Evolución Jogress para formar a Mastemon.

Además las primeras copias del videojuego incluirán Temas personalizados para el PS Vita y un Agumon disfrazado, según el protagonista escogido, con habilidades especiales.

Y por último, se revelan detalles adicionales de los Seiyus, los Caballeros Reales y las Batallas en el Coliseo.

El 22 de enero de 2015 el sitio oficial actualiza Character (Omegamon), System y Special (Campaña de preventa).

El 29 de enero de 2015 el sitio oficial agrega una Keyword (暴走する ハッカーたち - Hackers fuera de control ¿?) y actualiza Character (se agregan los perfiles de Goro Matayoshi, Jimmy KEN y Fei).

El 30 de enero de 2015 el sitio oficial actualiza Special (Campaña de preventa: Nuevos escenarios).

Se revela que Sayo, protagonista de Digimon Story: Moonlight formará parte de un DLC gratuito que añadirá 12 misiones nuevas. El jugador enfrentará a los Seven Great Demon Lords, junto a Sayo. Además podremos evolucionar a Dianamon, el Digimon de Sayo. El DLC estará disponible desde el 19 de marzo de 2015.

El 5 de febrero de 2015 el sitio oficial actualiza System (対戦・通信 - Juego y comunicación ¿?) y agrega una Keyword (現実世界 - Mundo real).

El 12 de febrero de 2015 el sitio oficial agrega una Keyword (ロイヤルナイツ - Royal Knights) y actualiza Character (se agregan los perfiles de Dukemon y Magnamon).

El 18 de febrero de 2015 aparecen scans de la revista V Jump en su edición de abril de 2015 a la venta el 21 de febrero. Se revelan nuevas formas de los Eater: Eater (forma humanoide), Eater Eve e Eater Adam; se revela un nuevo personaje: Akemi Suedou; se confirma la aparición de Alphamon en el videojuego y se anuncia un nuevo DLC de Agumon, con el traje de Taichi y habilidades especiales. La revista incluye además el manga especial.

El 19 de febrero de 2015 el sitio oficial actualiza Screenshot (se agregan 4 capturas) y actualiza Character (se agregan los perfiles de UlforceV-dramon, Gankoomon y Jesmon).

Además, la revista Famitsu realiza una entrevista a Suzuhito Yasuda y Kazumasa Habu.

El 23 de febrero de 2015 el sitio oficial actualiza Special con la última campaña de preventa. El videojuego incluirá un CD con la banda sonora: Digimon Story Cyber Sleuth Tokuten Original soundtrack.

El 24 de febrero de 2015 se revela un nuevo PV donde se puede ver nuevas escenas, Mastemon, los Eater, nuevos personajes y Alphamon.

El 26 de febrero de 2015 se revela la oposición que habrá entre los Royal Knights. Seis quieren destruir a los humanos, y los otros seis están del lado del protagonista, la posición de Alphamon es un misterio.

El 27 de febrero de 2015 el sitio oficial actualiza Special agregando información de los 5 privilegios de la campaña de preventa.

El 2 de marzo de 2015, Monthly Famitsu feat. realiza un streaming en vivo por Niconico, donde hicieron un gameplay, además de mostrar nuevos escenarios, la jugabilidad y contar algunos detalles del videojuego.

El 4 de marzo de 2015 la revista Weekly Famitsu a la venta el 6 de marzo, revela un nuevo personaje: Makiko Date.

El 6 de marzo de 2015 el sitio oficial actualiza Special.

El 9 de marzo de 2015 el sitio oficial actualiza Character (se agregan los perfiles de Mastemon, V.V. (V-mon), Mirei Mikagura y Rina Shinomiya).

El 10 de marzo de 2015 el sitio oficial actualiza Special (se agregan las notas de información de los 5 privilegios de la campaña de preventa).

El 12 de marzo de 2015 sale a la venta el videojuego en Japón. Además el sitio oficial actualiza Special (comienza la adquisición de privilegios: la banda sonora) y actualiza Character (se agregan los perfiles de Dynasmon, Craniummon, Sleipmon, Duftmon y Examon).

## Personal
- Productor

Kazumasa Habu
- Diseño de personajes

Suzuhito Yasuda
- Nuevo diseño de criaturas

Ito Ogure
- Desarrollador

Media.Vision, Inc.
- Música

Masafumi Takada
- Película CG

Kamikaze Douga

## Recepción
La revista de videojuegos japonesa Famitsu otorga a Digimon Story Cyber Sleuth una puntuación de 34 sobre 40.

## Secuela
El 17 de diciembre del 2017, se estrenó en Japón su secuela: Digimon Story: Cyber Sleuth – Hacker's Memory, para las consolas de PlayStation Vita y PlayStation 4. Luego de casi dos años, se lanzó una versión completa de ambos títulos en uno solo, titulado: Digimon Story: Cyber Sleuth - Complete Edition, para las plataformas de PC y Nintendo Switch, los días 17 y 18 de octubre de 2019 a nivel global.